# Решневка (Тернопольская область)
Решневка (укр. Решнівка) — село в Збаражской городской общине Тернопольского района Тернопольской области Украины.
Код КОАТУУ — 6122489602. Население по переписи 2001 года составляло 464 человека.
До 2020 года входило в Збаражский район.

## Географическое положение
Село Решневка находится на расстоянии до 1,5 км от сёл Шимковцы, Зарудье, Диброва и Карначевка.
Село состоит из нескольких частей, разнесённых на расстояние до 1,5 км.

## История
- 1753 год — дата основания.

## Объекты социальной сферы
- Школа I—II ст.
- Клуб.
- Фельдшерско-акушерский пункт.

## Достопримечательности
- Братская могила советских воинов.